# 킹롱 자키
킹롱 자키(영어: King Long Jockey)는 킹롱에서 2014년부터 생산 중인 미니버스이고, 가격은 236,000 위안이다.